# Southern Raised
Southern Raised ist eine christliche Bluegrass-Band aus Branson (Missouri).

## Werdegang
Die vier Geschwister Lindsay, Emily, Sarah und Matthew Reith wuchsen in Arkansas auf und genossen eine klassische Musikausbildung. Nach dem Umzug in das Ozark-Plateau entdeckten sie ihre Liebe zur Bluegrassmusik und gründeten die Band 2007.
Ihr Musikstil vereint neben Bluegrass und Country auch Elemente von Folk, Keltischer und Christlicher Musik. Die Band bezeichnet sich selber als christliche Akustikband.
Southern Raised war neben mehreren Finalplätzen bei der IBMA (International Bluegrass Music Association) insgesamt für 31 Awards bei der SPBGMA (The Society for the Preservation of Bluegrass Music of America) nominiert.
2017 erhielt die Gruppe einen Vertrag bei Provident Entertainment, einem Musiklabel von Sony Music Entertainment.
2019 und 2020 hatte Southern Raised über mehrere Monate Shows in dem Freizeitpark Silver Dollar City.
Nach ihrer Hochzeit im April 2019 mit David Noland und dem damit verbundenen Umzug nach Kansas verließ Sarah Anfang 2020 die Band und wurde durch Alex Aaron Clayton ersetzt.

## Diskografie

### Alben
- 2012: A Soul Going Somewhere
- 2014: Make a Difference
- 2017: Another World
- 2020: Love Carries On
- 2020: American Made Southern Raised
- 2022: Sixteen Tons / YouTube Favorite

### Singles
- 2016: Carol of the Bells
- 2022: How Great Thou Art
- 2022: Big Iron
- 2022:  God’s Gonna Cut You Down
- 2022: When You Say Nothing at All
- 2022: Take Me Home, Country Roads
- 2022: Thunderstruck
- 2022: Have You Ever Seen the Rain
- 2022: The Good, the Bad and the Ugly
- 2022: Forever and Ever Amen